# A diótörő és a négy birodalom
A diótörő és a négy birodalom (eredeti cím: The Nutcracker and the Four Realms) 2018-ban bemutatott amerikai film, amelyet Lasse Hallström és Joe Johnston rendeztek. A forgatókönyvet Ashleigh Powell írta. Az élőszereplős játékfilm producerei Larry J. Franco, Mark Gordon és Lindy Goldstein. A zenéjét James Newton Howard szerezte. A mozifilm a Walt Disney Pictures és a The Mark Gordon Company gyártásában készült, a Walt Disney Studios Motion Pictures forgalmazásában jelent meg. A főszerepekben Keira Knightley, Mackenzie Foy, Eugenio Derbez, Matthew Macfadyen, Richard E. Grant, Misty Copeland, Helen Mirren és Morgan Freeman láthatóak. Műfaja fantasyfilm és kalandfilm.
Németországban 2018. november 1-jén, az Egyesült Államokban és az Egyesült Királyságban 2018. november 2-án, Magyarországon 2018. november 22-én mutatták be a mozikban. Az egész estés film magyar szinkronos változata 2D-ben is és 3D-ben is bemutatásra került.
A valós díszletek között készült élőszereplős mesefilm a A diótörő című színpadi mű alapján készült, amely Pjotr Iljics Csajkovszkij utolsó balettje, és egyben utolsó színpadi műve.

## Cselekmény
Angliában, Londonban, karácsony estéjén, Mr. Stahlbaum ajándékokat ad gyermekeinek, amiket a felesége, Marie félretett számukra, mielőtt meghalt. A fiatalabbik lánya, Clara kap egy kézműves tojás alakú dobozt, amit nem tud kinyitni. Egy levélben az édesanyja tudatja vele, hogy a tojás belsejében mindössze annyi van, amire szüksége van. Ezután a Stahlbaum család egy karácsonyi estélyre megy, melynek házigazdája a gyerekek keresztapja és képzett mérnök, Drosselmeyer (Morgan Freeman). Elutasítva az apja táncfelkérését, Clara kioson a tömegből, hogy megkérdezze Drosselmeyert, hogyan kell kinyitni a tojását. Végül kiderül, hogy a tojás olyan alkotás volt, amit a férfi fiatalabb korában még Clara édesanyjának adományozott, melyet a saját lányának, azaz neki kívánt ajándékként.
Visszatérve a bálteremhez, Clarát leszidja az apja, amiért nem engedelmeskedik neki és nem táncol vele. Ahogy Drosselmeyer bejelenti, hogy a gyerekek megkapják hamarosan az ajándékukat, Clara elkezdi követni az övét egy párhuzamos világba, ahol látja a tojását nyitó kulcsot egy havas erdő közepén. Mielőtt levenné a fenyőfáról, egy kisegér elviszi előle. Clara a kulcs nyomában halad és befagyott folyón áthaladva követi az egeret, majd odaér a Diótörő Philip Hoffman századoshoz. Ő átvezeti a hídon a negyedik birodalomba, a kulcsot viszont nem tudják megszerezni az egértől. Ezt követően Philip százados elvezeti a palotába, ahol találkozik a nyalánkság országának cukortündérével, valamint a hópelyhek és a virágok országának vezetőivel, Cidrivel és Berekkel. Elmondják Clarának, hogy háborúban állnak a mókák országával, amit most a "negyedik birodalomnak" neveznek.
Figyelembe véve egy balettet, amely a világ teremtésének történetét meséli el, Cukortündér elmagyarázza Clarának, hogy az anyja fiatal lányként teremtette ezt a világot. Később elmagyarázza, hogy Marie mindenkit olyan géppel animált, amely a játékokat valóságos emberekké alakította. Cukortündér azt mondja, hogy ezt a gépet fogja használni a másik három birodalom elleni védelem miatt, melyet Rőt anyó (Helen Mirren), a negyedik birodalom vezetője ural, ám ehhez szüksége van egy beindító kulcsra. Clara megjegyzi, hogy a gép kulcslyuka megegyezik az ő tojásán lévő kulcslyukával. Clara és a katonák Rőt anyó felé haladnak, és ellopják azt a kulcsot, amit az egér megszerzett tőle. Clara azonban csalódottan felfedezi, hogy a tojás pusztán egy zenedoboz. Rájön arra, hogy Cukortündér nem a jókat képviseli és el akarja Rőt anyót pusztítani. Clara és a Diótörő vezetésével a birodalmak összefognak, hogy megmentsék a Marie által teremtett világot.

## Szereplők
| Szereplő           | Színész           | Magyar hang     | Leírás |
| ------------------ | ----------------- | --------------- | --- |
| Clara Stahlbaum    | Mackenzie Foy     | Koller Virág    | Fiatal kislány, aki elutazik a negyedik birodalomba, hogy megkeressen egy kulcsot, amit a néhai édesanyjától kapott ajándékba. |
| Cukortündér        | Keira Knightley   | Major Melinda   | A nyalánkság országának uralkodója.                                                                                            |
| Rőt anyó           | Helen Mirren      | Bánsági Ildikó  | A mókák országának (más néven a „Negyedik birodalomnak”) kormányzója.                                                          |
| Drosselmeyer       | Morgan Freeman    | Papp János      | Képzett mérnök, Clara keresztapja, aki egy mágikus ajándékot ad a kislánynak, ami még hajdanán az anyjáé volt.                 |
| Cidri              | Richard E. Grant  | Schnell Ádám    | A Hópelyhek földjének kormányzója.                                                                                             |
| Berek              | Eugenio Derbez    | Görög László    | A Virágok földjének kormányzója.                                                                                               |
| Harlekin           | Jack Whitehall    | Szatory Dávid   | A „Negyedik birodalom” palotájának egyik őre.                                                                                  |
| Cavalier           | Omid Djalili      | Csankó Zoltán   | A „Negyedik birodalom” palotájának másik őre.                                                                                  |
| Benjamin Stahlbaum | Matthew MacFadyen | Pál András      | Clara apja, aki megözvegyült Marie nevű felesége halálát követően.                                                             |
| Louise Stahlbaum   | Ellie Bamber      | Pekár Adrienn   | Clara nővére. |
| Marie Stahlbaum    | Anna Madeley      | Zsigmond Tamara | Clara elhunyt anyukája, aki gyerekkorában megalkotta a „Negyedik birodalmat” és uralta.                                        |
| Fritz Stahlbaum    | Tom Sweet         | Mayer Marcell   | Clara öccse. |

Bár bejelentették, hogy a filmben Miranda Hart fogja alakítani Harmatcsepp tündért, de végül nem jelenik meg a színházi kiadásban.